# فريدريك بلاكمان
فريدريك بلاكمان (بالإنجليزية: Frederick Blackman)‏ هو عالم نباتات بريطاني، ولد في 25 يوليو من عام 1866 وتوفي في 30 يناير من عام 1947.
ولد فريدريك بلاكمان في لامبيث، لندن، لأبٍ طبيب. درس الطب في مستشفى سانت بارثولوميو، وحصل على درجة الماجستير. في السنوات اللاحقة، درس العلوم الطبيعية في جامعة كامبريدج، وحصل على درجة الدكتوراه في العلوم.
أجرى أبحاثًا في فسيولوجيا النبات، وخاصةً البناء الضوئي، في كامبريدج حتى تقاعده عام 1936. وكانت غابرييل ماثاي مساعدةً له حتى عام 1905؛ وقد عزز عملها المخبري الكثير من نظرية قانون العوامل المحددة لبلاكمان. انتهى تعاونهما عام 1905 عندما تزوجت غابرييل ماثاي من ألبرت هوارد، ودعمت بعد ذلك عمله كعالم نبات اقتصادي إمبراطوري لدى حكومة الهند.
انتُخب بلاكمان في مايو من عام 1906 زميلاً في الجمعية الملكية، وجاء في ترشيحه: "زميل في كلية سانت جون، كامبريدج. محاضر سابق، وهو الآن أستاذ في علم النبات بالجامعة". في عام 1921، مُنح الميدالية الملكية، وألقى محاضرة كرونيان في عام 1923.
في عام 1917 وعندما كان عمره 51 عاما، فاجأ بلاكمان أصدقائه وزملائه عندما تزوج من إلسي تشيك (35 عامًا). وأصبح بذلك صهرًا لصديقه القديم وزميله عالم النبات آرثر تانسلي. في عام 1903، تزوج تانسلي من شقيقة إلسي، إديث تشيك. وكان بلاكمان أفضل رجل لتانسلي. أصبح الرجلان وشقيق بلاكمان، فيرنون بلاكمان (عالم نبات آخر)، أصدقاء أثناء دراستهم في كامبريدج. وبصفتهما خريجين شابين يعملان في لندن، كان تانسلي وفيرنون زملاء سكن. أكملت عائلة بلاكمان نصف قرن في طليعة علم النبات البريطاني من خلال عمل ابن فيرنون، جيفري إي بلاكمان، عالم نبات تطبيقي شغل منصب سكرتير لجنة علم الأحياء في الحرب (الحرب العالمية الثانية).
دُفن بلاكمان في أبرشية مقبرة الصعود في كامبريدج، مع زوجته إلسي (1882-1967).

## قانون بلاكمان للعوامل المحددة
اقترح بلاكمان قانون العوامل المحددة عام 1905. ووفقًا لهذا القانون، عندما تعتمد عملية ما على عدد من العوامل، فإن سرعتها تكون محدودة بسرعة أبطأ عامل. ويوضح قانون بلاكمان ما يلي: تركيز ثنائي أوكسيد الكربون كعامل محدد في معدل إنتاج الاوكسجين في عملية البناء الضوئي.